# Șarașka
Șarașka (în limba rusă: шара́шка) era numele neoficial al laboratoarelor secrete de cercetare și experimentare în sistemul lagărelor de muncă ale Gulagului sovietic. Din punct de vedere etimologic, șarașka derivă dintr-o expresie argotică шарашкина контора (șarașkina kontora), care se poate traduce aproximativ prin "biroul în care se bat câmpii" sau "biroul în care se învârti în jurul cozii", prin care, în mod ironic, era caracterizată o organizarea slabă, plină de improvizații și mistificări
Oamenii de știință și inginerii care se aflau în șarașka erau condamnați aduși din diferite lagăre de muncă sau de prizonieri, fiind obligați să muncească pentru rezolvarea unui număr de probleme științifice și tehnologice de maxim interes pentru statul sovietic. Condițiile de viață erau în general mai bune decât în lagărele din taiga, unde lipsa de hrană, de asistență medicală și munca istovitoare făceau nenumărate victime. 
Rezultatele cercetărilor făcute în șarașka erau de obicei publicate și atribuite unor oameni de știință sovietici aflați în libertate și agreați de conducerea partidului comunist, fără ca adevărații autori să fie menționați în vreun fel, numele acestora din urmă fiind de mult uitate în lumea academică. Unii dintre condamnații din șarașka, ingineri și cercetători excepționali, eliberați din detenție în timpul celui de-al doilea război mondial sau în perioada postbelică, și-au clădit cariere remarcabile în libertate și au ajuns cunoscuți în întreaga lume. 

## Istoric
În 1934, Leonid Ramzin și alți ingineri condamnați în urma așa numitului "proces al Partidului Industrial" au fost adunați într-un birou special de proiectare aflat sub controlul Administrației Politice de Stat. În 1938, Lavrenti Beria a propus crearea "Departamentul birourilor speciale de proiectare al NKVD al URSS" ("Отдел особых конструкторских бюро НКВД СССР"). În 1939, acest departament a fost redenumit ca "Biroul tehnic special al NKVD al URSS" ("Особое техническое бюро НКВД СССР"). În 1941, biroul și-a schimbat din nou numele în "Al patrulea departament special al NKVD al URSS" ("4-й спецотдел НКВД СССР"), care și-a încetat existența doar în 1953. Începând din 1939, acest departament special și-a desfășurat activitatea sub supraveghere a generalului Valentin Kravcenko, aflat în subordinea directă a lui Beria. 
Începând cu anul 1949, rolul șarașkăi a crescut în mod semnificativ. Dacă, la început, cercetările priveau în special în domeniul militar, prin ordinul MVD nr. 001020 din 9 noiembrie, au fost stabilite crearea a numeroase "birouri speciale tehnice și de cercetare" pentru numerose domenii "civile", în special în "zone îndepărtate ale Uniunii Sovietice".

## Condamnați celebri din șarașka
- Alexandr Soljenițîn (scriitor). Romanul său În primul cerc este un tablou remarcabil al vieții din șarașka Marfino;
- Lev Kopelev, (scriitor), întemnițat la Marfino, cel care l-a inspirat pe Soljenițîn în crearea personajului Rubin din romanul mai sus-citat;
- Serghei Koroliov, șef al programului spațial sovietic;
- Valentin Glușko, proiectant și inginer șef al programului spațial sovietic;( Arhivat în 6 noiembrie 2003, la Wayback Machine.)
- Andrei Tupolev, proiectantul șef al familiei de avioane Tupolev.
- Vladimir Petliakov, proiectantul șef al familiei de avioane Petliakov;().
- Iuri Kondratiuk, pionier al astronauticii, descoperitorul efectului praștiei gravitaționale;
- Georghi Langemak, coinventator (împreună cu inginerul Korolev) al lansatorului de rachete Katiușa;
- Helmut Gröttrup, un om de știință german în domeniul rachetelor care a lucrat la Peenemünde. A fost luat prizonier de sovietici și a lucrat pentru URSS până în 1947. I s-a permis să se reîntoarcă în Germania în 1955. Șeful său de la Peenemünde, Wernher von Braun, a ajuns în mâna americanilor, contribuind la dezvoltarea programului spațial american.
- Nicolai Nicolaevici Polikarpov, inginer aeronautician;
- Leon Theremin (Lev Termen), pionier al muzicii electronice și inventator;
- Leonid Ramzin, inventatorul cazanului cu străbatere forțată;( Arhivat în 30 iunie 2006, la Wayback Machine., ).